# سمكة وأربع قروش (فلم)
سمكة وأربع قروش فيلم مصري كوميدي بطولة أحمد آدم وجالا فهمي وعلاء ولي الدين ومحمد هنيدي.
الفيلم مقتبس عن الفيلم الأجنبي A Fish Called Wanda أو سمكة اسمها واندا.
تاريخ عرض الفيلم يوافق عيد الأضحى 1417 هـ.

## وصلات خارجية
- مقالات تستعمل روابط فنية بلا صلة مع ويكي بيانات